# بوسویل، کبک

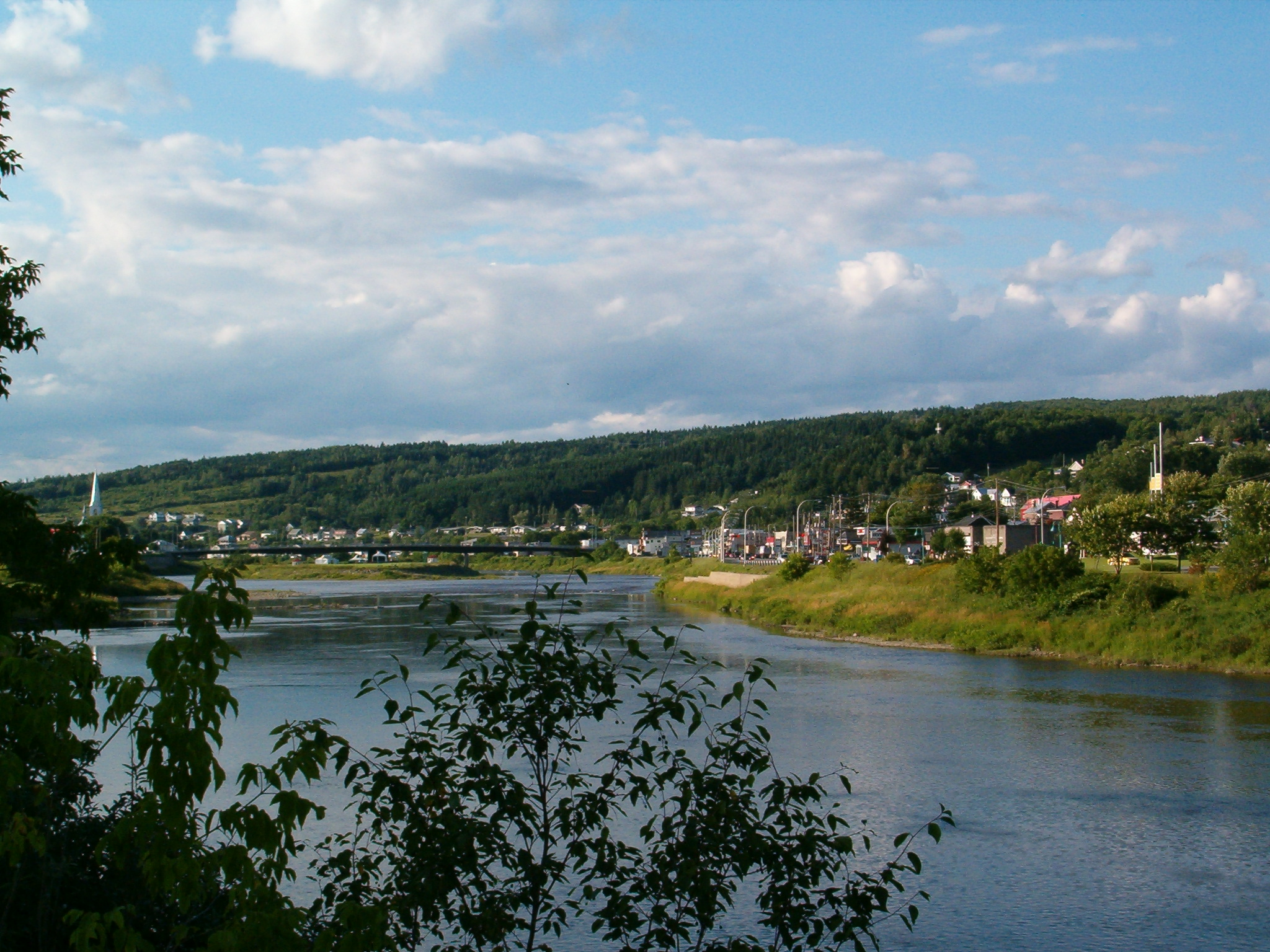
نمایی از شهرک بوسویل در منطقه شهری روبر-کلیش / ۲۰۰۴

بوسویل (به فرانسوی: Beauceville) شهرکی در منطقه شهری روبر-کلیش ناحیه شودییر-آپالاش در استان کبک کانادا است. در سرشماری سال ۲۰۱۱ این شهرک ۶٬۴۰۳ نفر جمعیت داشته‌است و مساحت آن ۱۶۷٫۷۶ کیلومتر مربع است.